# Program Vostok
Vesoljski program Vostok (rusko Восток, Vostok, vzhod) je bil projekt uresničenih vesoljskih poletov s človeško posadko Sovjetske zveze, ki so prvič poslale človeka v krožni tir okrog Zemlje. Pri programu so razvili vesoljsko plovilo Vostok in iz obstoječih medcelinskih balističnih raket tipa R-7 preuredili raketo nosilko Vostok.
Za dosego uspešnih vesoljskih plovil za polete s človeško posadko so uporabili vrsto prototipnih Vostokov. 
- Sputnik 4 (Korabl-Sputnik 1)
- Sputnik 5 (Korabl-Sputnik 2)
- Sputnik 6 (Korabl-Sputnik 3)
- Sputnik 9 (Korabl-Sputnik 4)
- Sputnik 10 (Korabl-Sputnik 5)

Vostok 1 je bil prvi vesoljski polet s človeško posadko. Sledili so mu:
- Vostok 2
- Vostok 3
- Vostok 4
- Vostok 5
- Vostok 6

Vse odprave so imele enega člana posadke in vsi kozmonavti so se pri povratku izstrelili iz povratne kapsule in pristali ločeno od nje, saj kapsula ni imela sistema za ublažitev udarca ob pristanku.
Do aprila 1966 so načrtovali še nadaljnjih sedem odprav (Vostok 7 - Vostok 13), vendar so jih zaradi povečane vesoljske tekme s pristankom na Luni odpovedali.
Programu Vostok je sledil program Voshod, kjer so bili že trije člani posadke.
| Program Vostok | Program Voshod | Program Sojuz |